# Seznam korejskih generalov
Seznam korejskih generalov.

## B
- Cha Bing (J)

## M
- Li Kuon Mu (S)